# Insignien des Kaisertums Österreich

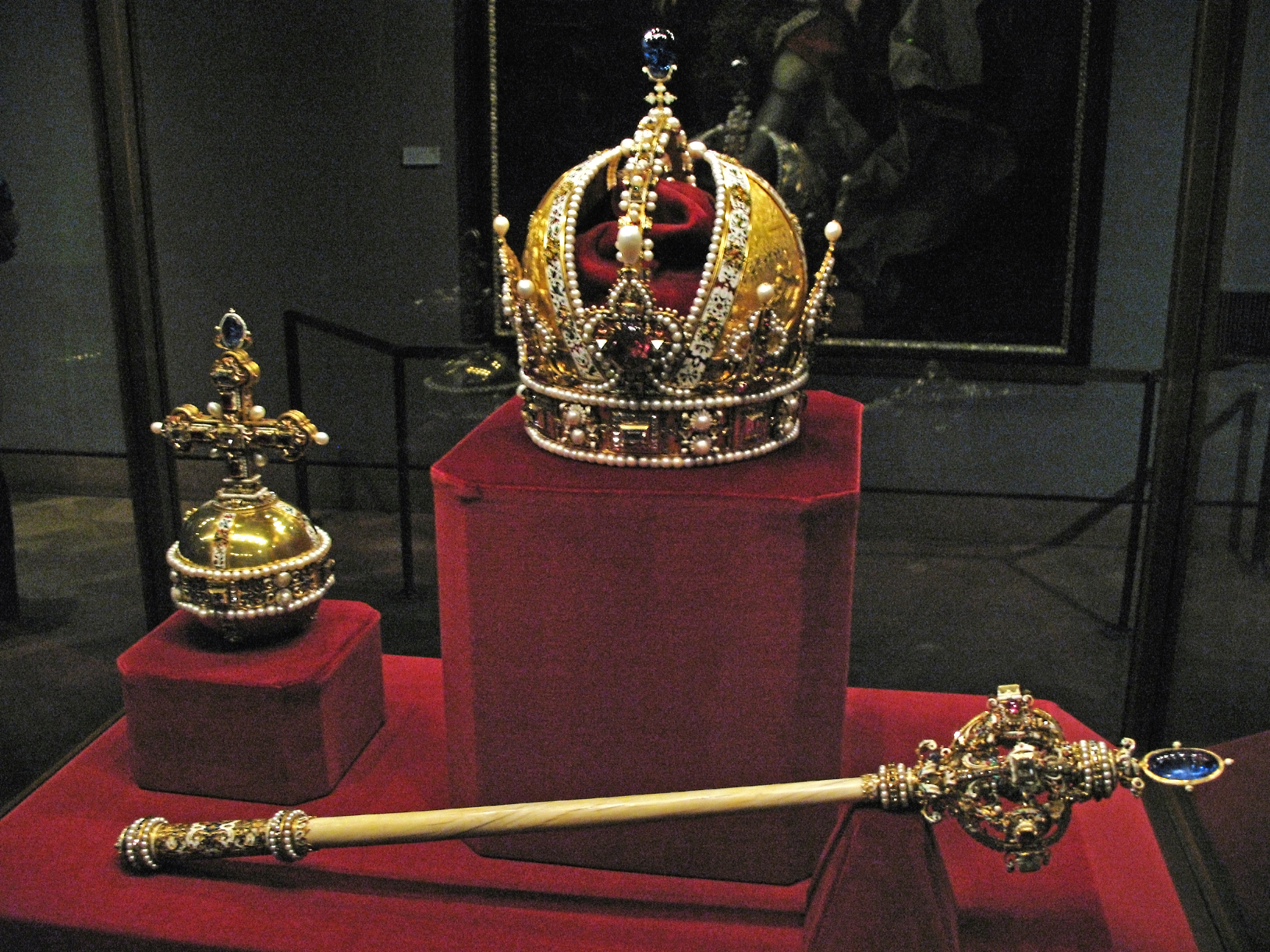
Zepter, Reichsapfel und Kaiserkrone von Österreich

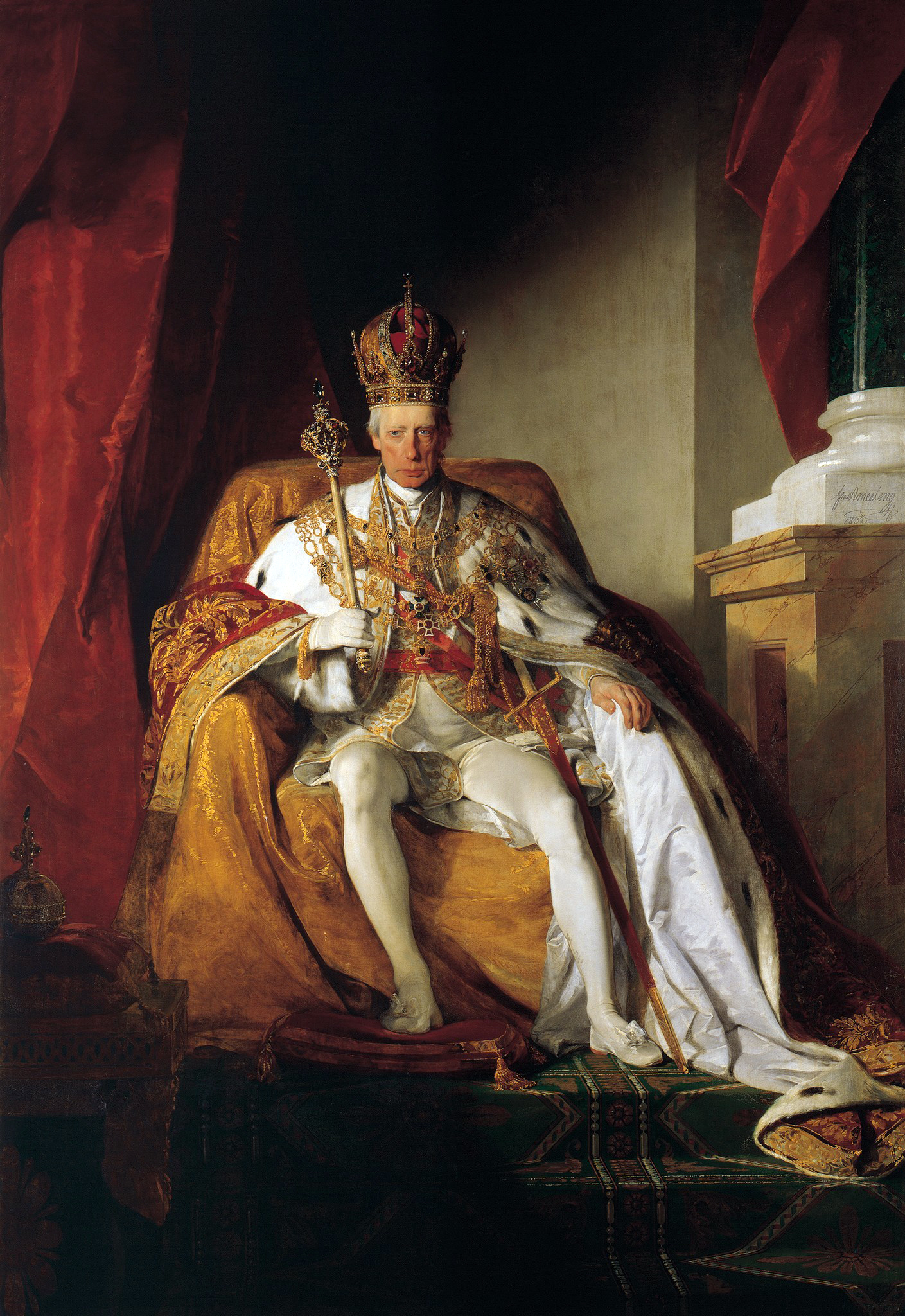
Kaiser Franz I. von Österreich mit den Insignien des Kaisertums Österreich, (Friedrich Amerling, 1832).

Die Insignien des Kaisertums Österreich sind die Regalien und Teil der Kronjuwelen des Hauses Habsburg-Lothringen, die seit der Schaffung des österreichischen Kaisertitels 1804 bis zum Österreichisch-Ungarischen Ausgleich 1867 als Insignien des österreichischen Kaiserstaates Verwendung fanden. Von 1867 bis zum Ende der Monarchie 1918 fungierten sie als Regalien der österreichischen Reichshälfte Österreich-Ungarns.

## Bestandteile
- Österreichische Kaiserkrone: die 1602 in Prag von Jan Vermeyen geschaffene Privatkrone Kaiser Rudolfs II. wurde bei der Ausrufung des Kaisertums Österreich 1804 zum Symbol des neuen Staates bestimmt.
- Zepter und Reichsapfel: Mit der Krone Rudolfs II. verbunden sind ein Zepter und ein Reichsapfel, die 1612 von Rudolfs Bruder und Nachfolger Matthias in Auftrag gegeben wurden. Sie stammen von Andreas Ochsenbruck. In der Gestaltung lehnen sie sich stark an die Krone an, insbesondere die Emailarbeiten sind hier augenfällig kopiert. Eine Besonderheit des Zepters ist, dass es teilweise aus Ainkhürn (einem Zahn des Narwals, der für das Horn eines Einhorns gehalten wurde) besteht.
- Österreichischer Kaisermantel und Staatsschwert des Kaisertums Österreich

## Geschichte
Obwohl die Insignien nie zur Krönung eines Kaisers von Österreich verwendet wurden, standen sowohl Krone als auch Zepter und Reichsapfel vor der Ausrufung des Kaisertums Österreich 1804 immer wieder in Gebrauch. Da die Reichskleinodien des Heiligen Römischen Reiches, insbesondere die Reichskrone, von der Stadt Nürnberg verwahrt und nur zum Anlass einer Krönung herausgegeben wurden, trugen mehrere römisch-deutsche Kaiser aus dem Haus Habsburg bei offiziellen Anlässen (etwa bei Reichstagen) die Krone Rudolfs II. So trug Kaiser Franz I. Stephan 1764 bei der Königskrönung seines Sohnes, Josephs II., in Frankfurt die Krone Rudolfs. 
Das unter Kaiser Matthias angefertigte Zepter und der Reichsapfel wurden vor 1804 teils als böhmische Königsinsignien, teils bei der Erbhuldigung im Erzherzogtum Österreich verwendet.

## Aufbewahrung
Krone, Zepter und Reichsapfel der Kaiser von Österreich befinden sich heute in der Weltlichen Schatzkammer der Hofburg in Wien, wo sie die Abteilung „Kaisertum Österreich“ in den Räumen 2–4 bilden. Daneben enthält diese Abteilung auch die Ornate der habsburgischen Haus- und Ritterorden sowie den Krönungsornat des Königreiches Lombardo-Venetien, der nur einmal, 1838 für Ferdinand I., verwendet wurde.

## Galerie

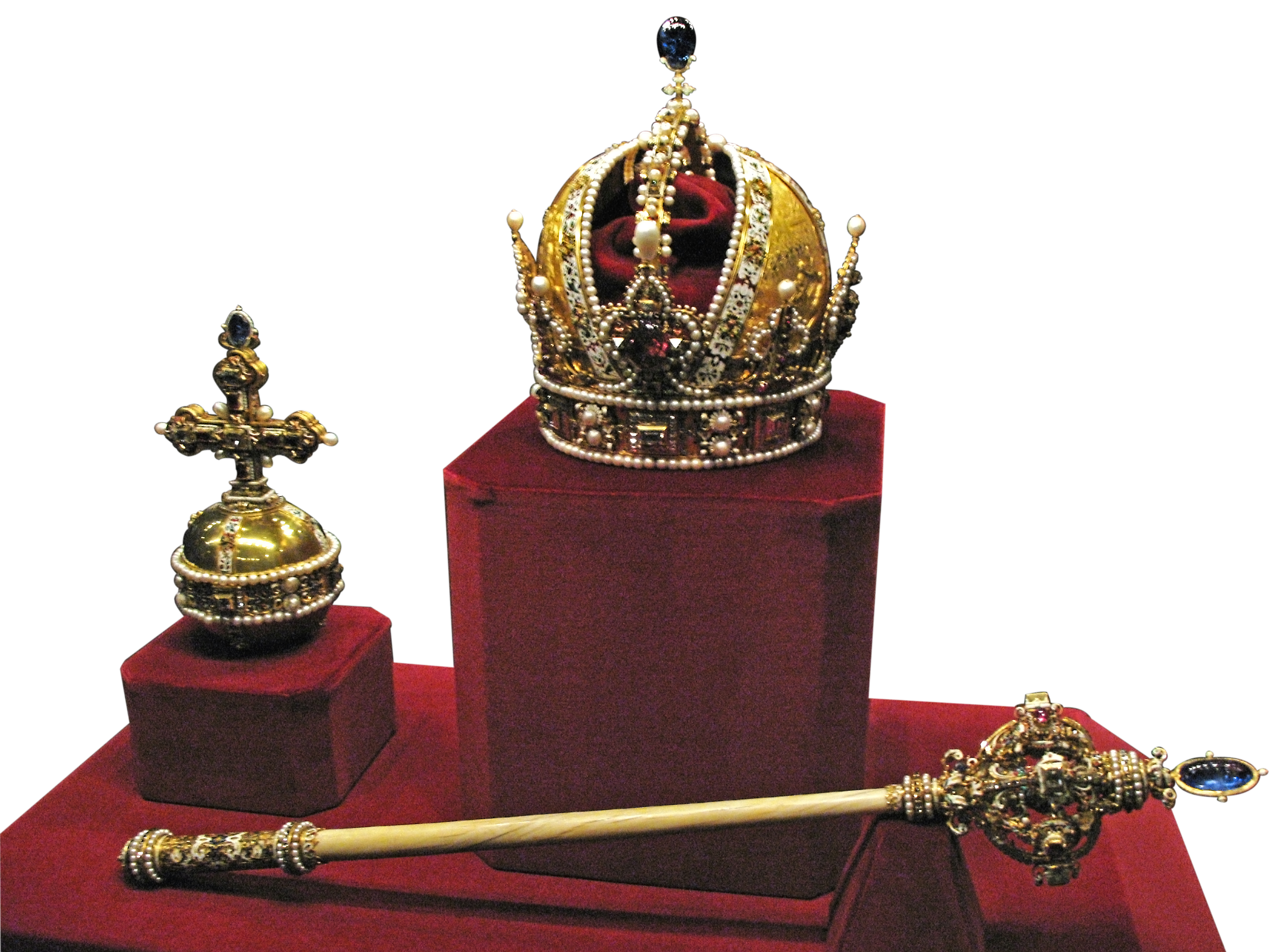
Zepter, Reichsapfel und Kaiserkrone von Österreich
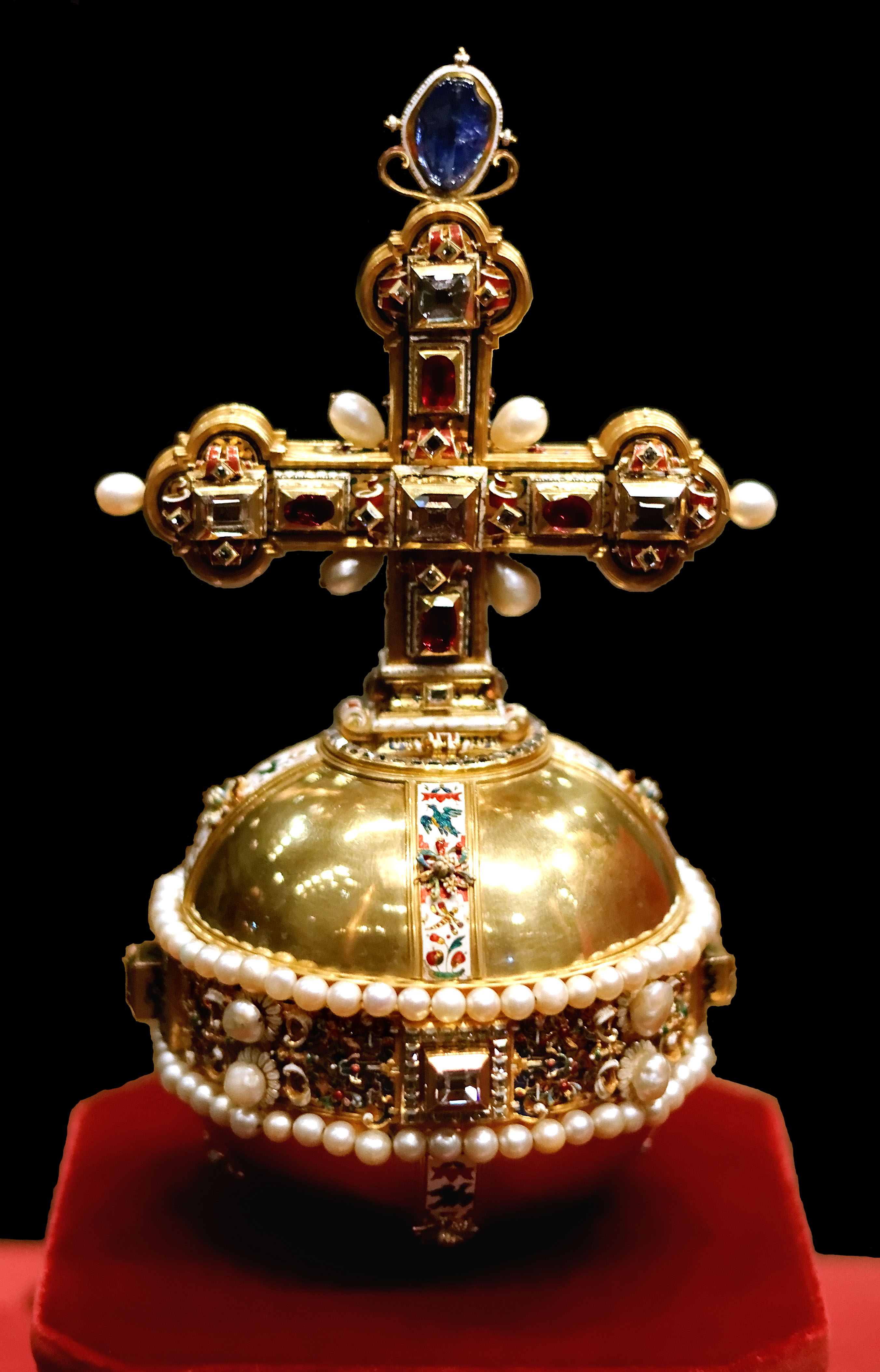
Der österreichische Reichsapfel
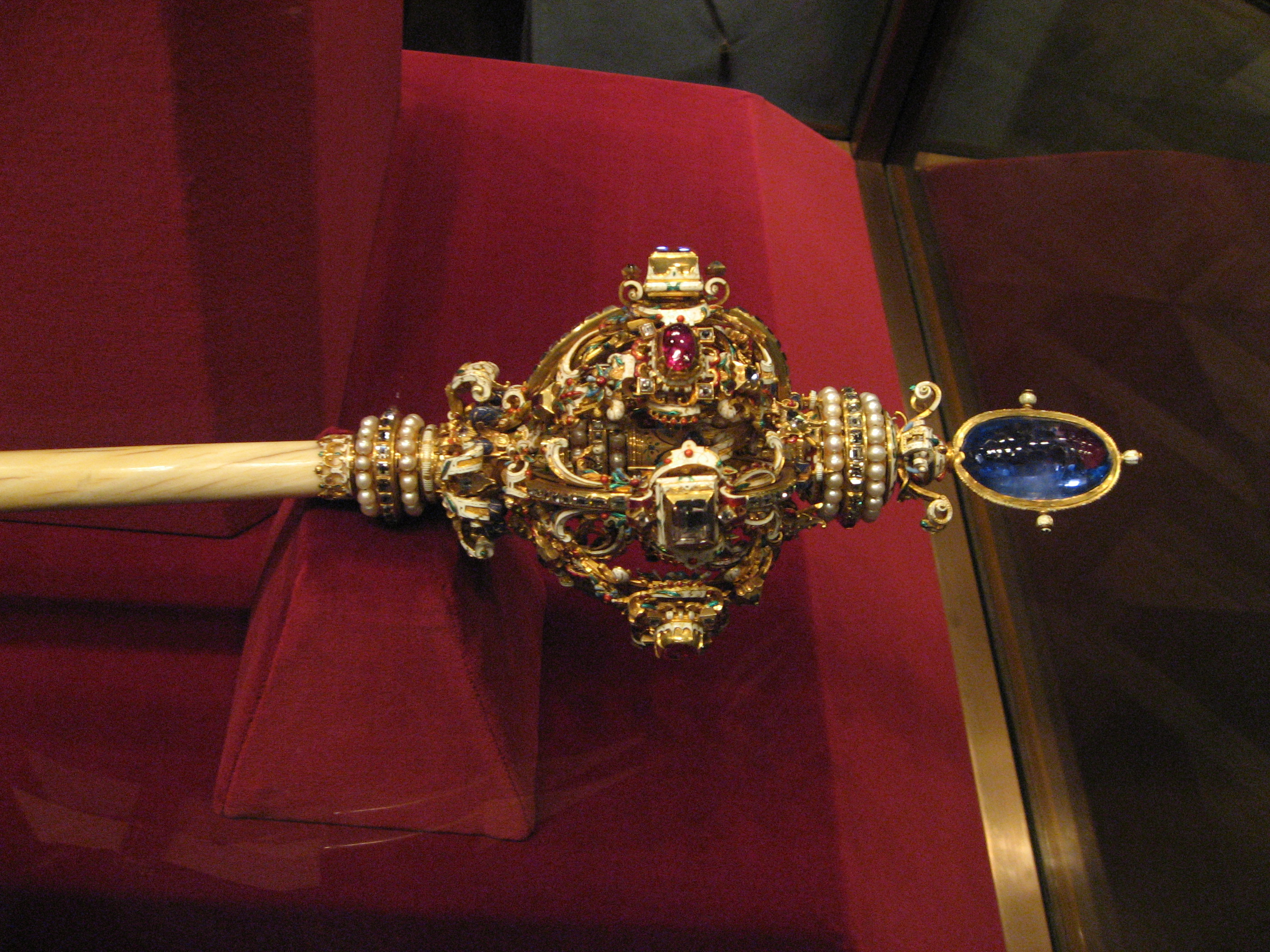
Das österreichische Zepter
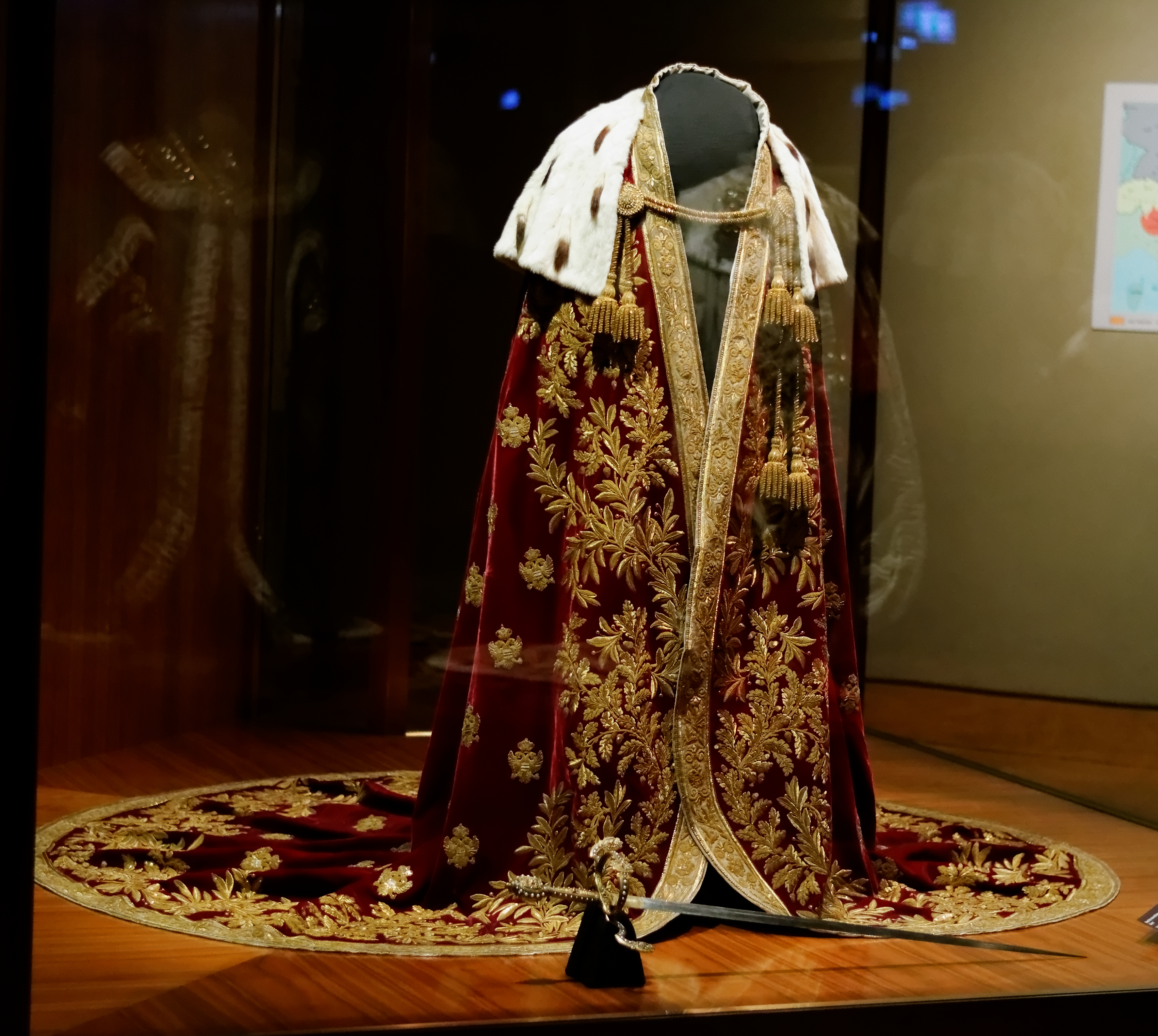
Der österreichische Kaisermantel und das Staatsschwert des Kaisertums Österreich